# La Selle-Craonnaise
La Selle-Craonnaise è un comune francese di 951 abitanti situato nel dipartimento della Mayenne nella regione dei Paesi della Loira.

## Società

### Evoluzione demografica
Abitanti censiti